# Гней Корнелій Долабелла (претендент)
Гней Корнелій Долабелла (*Gnaeus Cornelius Dolabella, д/н —69) — політичний діяч Римської імперії.

## Життєпис
Походив з патриціанського роду Корнеліїв Долабелл. Син Публія Корнелія Долабелли, консула-суфекта 55 року. Про молоді роки мало відомостей. Одружився з Петронією, колишньою дружиною Вітеллія. У 69 році імператор Гальба, який був родичем Долабелли, обіцяв всиновити його та зробити своїм спадкоємцем імператорської влади, проте згодом відмовився від цього.
За імператора Отона, який побоювався зазіхань Гнея Корнелія на владу, його було заслано до м. Аквінк (провінція Паннонія). За наступного імператора Вітеллія Долабеллу було доправлено до міста Інтерамна, де незабаром вбито.

## Родина
Дружина — Петронія
Діти:
- Сервій Корнелій Долабелла Петроніан, консул-суфект 86 року